# ヴィジャヤカーント
ヴィジャヤカーント（Vijayakanth、1952年8月25日 - 2023年12月28日）は、インドのタミル語映画で活動した俳優、政治家。40年のキャリアの中で150本以上の映画に出演し、『Vaidehi Kathirunthal』『Amman Kovil Kizhakale』『Poonthotta Kaavalkaaran』『Senthoora Poove』『Pulan Visaranai』『Chinna Gounder』『Honest Raj』『Thayagam』『あっぱたん』などの代表作がある。俳優としてフィルムフェア賞 南インド映画部門、タミル・ナードゥ州映画賞、シネマ・エクスプレス賞を受賞しており、2000年から2006年にかけてナディガル・サンガム会長を務めた。100本目の出演作となった『Captain Prabhakaran』で演じた役柄から「大尉（Captain）」、警察官・自警団・村長などの役柄を多く演じたことから「革命的アーティスト（Puratchi Kalaignar）」の愛称で慕われており、さらに貧困層や新人俳優への支援活動を行っていたことから「黒いMGR（Karuppu M. G. R.）」とも呼ばれていた。
後半生は政治家として活動し、「オープンで大胆不敵」な政治姿勢で知られていた。2005年に全州進歩ドラヴィダ連盟（DMDK）を結成し、2006年から2016年にかけてタミル・ナードゥ州議会議員を務めた。また、2011年タミル・ナードゥ州議会議員選挙で野党第一党に躍進して野党指導者に選出されるなどタミル・ナードゥ州政界に大きな影響力を持ち、「映画界と政界の両方で成功を収めた最後の俳優」と評された。俳優・政治家としての長年の活動を認められ、2001年にカライマーマニ賞を受賞し、死後の2024年にはパドマ・ブーシャン勲章が追贈された。

## 生涯

### 生い立ち
1952年8月25日にマドゥライで生まれ、「ヴィジャヤラージ・アーラガルスワーミ（Vijayaraj Alagarswami）」と名付けられた。両親はK・N・アーラガルスワーミとアーンダル・アザガルスワーミであり、父はキーライトゥラーイで精米所を経営していた。父はヴィジャヤカーントが勉学よりも映画に興味を抱いていたことを不安に感じており、当のヴィジャヤカーントはM・G・ラーマチャンドランに憧れて地域問題や社会問題に関心を示すようになった。成長後は父の精米所に就職して経営手腕を発揮し、父を驚かせたという。
1990年1月31日にプレーマーラータと結婚して2人の息子をもうけており、次男のシャンムガ・パンディアンは俳優として『Sagaptham』『Madura Veeran』に出演している。

### キャリア

#### 俳優

##### 1970年代
ヴィジャヤカーントは演技経験がなかったものの、俳優の道に進むためマドゥライを離れることを決め、1978年にラーシー・スタジオ（現在のラーシー・デジタル・スタジオ）で映画業界に売り込むための写真を撮影し、この写真がきっかけとなり映画界に進出した。後年、ヴィジャヤカーントは複数の雑誌の取材でラーシー・スタジオの撮影主任だったR・アサイターンビに感謝の言葉を述べており、彼が撮影した写真が映画界に進出するきっかけになったと語っている。
1978年にP・マーダヴァンの『En Kelvikku Enna Bathil』でラジニカーントの弟役で起用され、前金として100ルピーを受け取っている。しかし、スクリーン上における存在感に満足できなかったP・マーダヴァンの判断でヴィジャヤカーントは降板させられ、弟役はセイロン・マノーハルに交代している。彼はキャリアの初期において多くの映画の出演機会を逃しているが、これは黒い肌の色が映画製作者から敬遠されたためである。また、ラーディカー、サリダー、アンビカ、ラーダーなど多くの女優から黒い肌を理由に共演を拒否され、出演機会に恵まれなかった。1979年に『Inikkum Ilamai』で俳優デビューし、この時から芸名を「ヴィジャヤラージ」から「ヴィジャヤカーント」に変更している。同作は批評家から酷評され、興行的にも失敗している。その後に出演した『Agal Vilakku』『Neerottam』『Saamanthippoo』も興行的に失敗している。

##### 1980年代

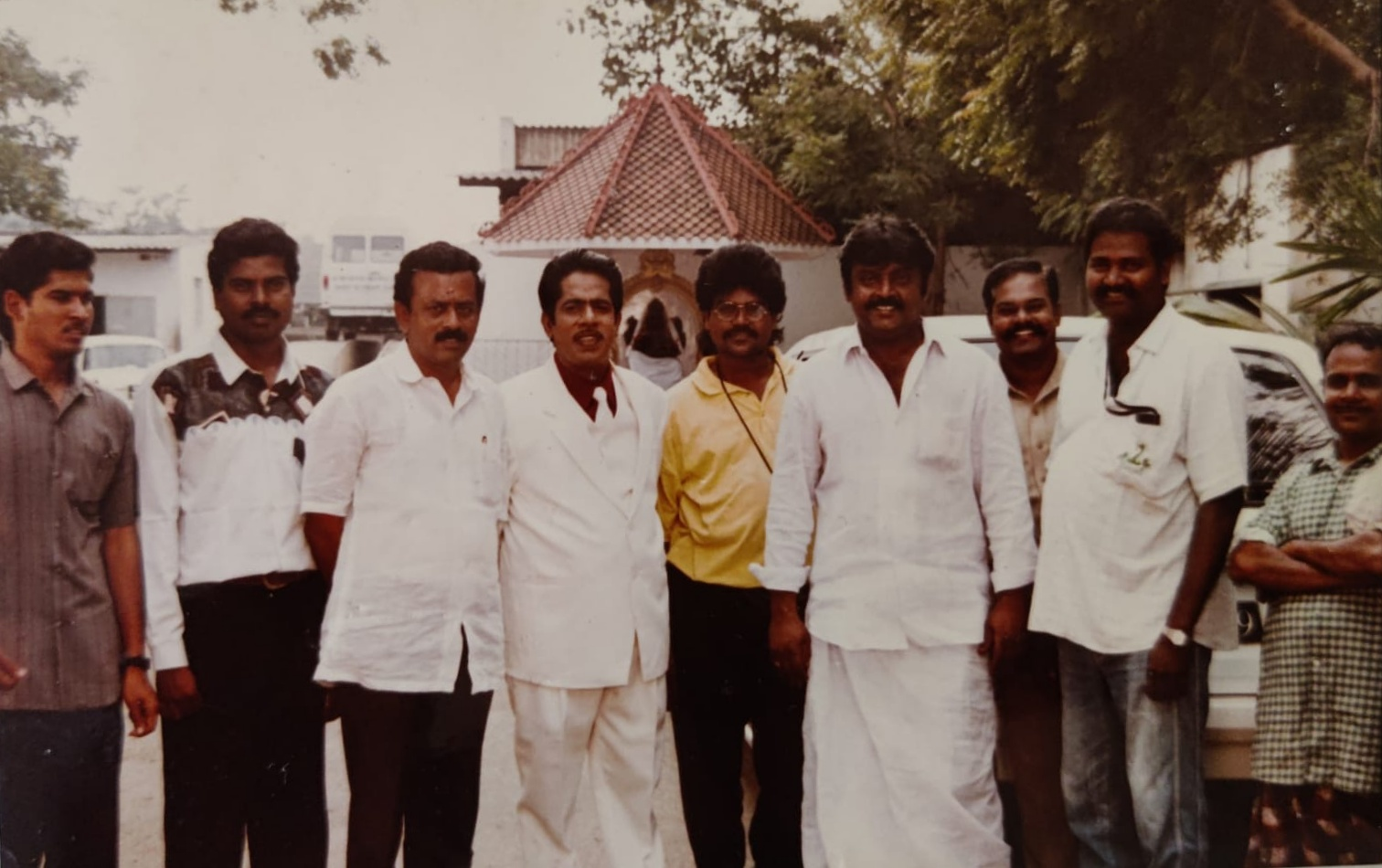
『Vaidehi Kathirunthal』撮影現場でのR・スンダルラージャンとヴィジャヤカーント（右から3人目、1984年）

1980年に出演した『Doorathu Idi Muzhakkam』は第8回インド国際映画祭の「インド・パノラマ部門」で上映され、演技を絶賛されたヴィジャヤカーントのキャリアにとって転機となる作品となった。『Doorathu Idi Muzhakkam』の成功後は『Sivappu Malli』『Jadhikkoru Needhi』など革命思想（共産主義・マルクス主義）を題材とした作品に出演し、怒れる青年革命家を演じた。1981年にS・A・チャンドラシェーカルの『Sattam Oru Iruttarai』で成功を収め、これ以降は商業映画の主演男優としてキャリアを転換し、同作はヒンディー語・テルグ語・マラヤーラム語・カンナダ語でリメイクされた。さらに『Sattam Oru Iruttarai』『Vaidehi Kathirunthal』『Oomai Vizhigal』の成功を受けてラーディカーやラーダーからの共演拒否が解除された。1982年に出演した『Om Shakti』では悪役を演じたが、これ以上は悪役を演じることはなくなった。彼の主演作の多くは汚職問題や誠実さ、約束を守ることを題材としたものが多く、20本以上の映画で警察官役を演じている。また、愛国者や村の善人、二役を演じることも多かった。その後は『Dowry Kalyanam』『Nooravathu Naal』『Vaidehi Kathirunthal』などアクション映画、恋愛映画、コメディ映画の分野で成功して人気を集め、1984年の年間最多主演記録を樹立した。1985年にはタミル語映画初の3D映画『Annai Bhoomi』でラーダー・ラヴィ、タイガー・プラバカールと共演し、『Eetti』ではヴィシュヌヴァルダンと共演している。また、『Naane Raja Naane Mandhiri』では興行的な成功を収めている。
1986年に出演した『Amman Kovil Kizhakale』ではフィルムフェア賞 タミル語映画部門主演男優賞を受賞し、『Manakanakku』ではカマル・ハーサンと共演している。続いて出演した『Oomai Vizhigal』は「時代を先取りした作品」と評されカルト的な人気を集め、ラジニカーントやカマル・ハーサンと並ぶ人気俳優の地位を確立した。1987年は『Veerapandiyan』でシヴァージ・ガネーサンと共演したほか、『Cooliekkaran』『Ninaive Oru Sangeetham』『Sattam Oru Vilaiyattu』『Uzhavan Magan』で興行的な成功を収めた。『Uzhavan Magan』はヴィジャヤカーントの友人イブラーヒーム・ロウサーの初プロデュース作品であり、ヴィジャヤカーントをタミル語映画界のスター俳優にするために製作を引き受けたという。同作は『Sattam Oru Vilaiyattu』と同じ日に公開され、両作とも大ヒットを記録した。一人の俳優の主演作が2本同時に公開されるのは異例のことである。『Cooliekkaran』ではプロデューサーのカライプリ・S・タヌーから演技を絶賛され、彼から「革命的アーティスト（Puratchi Kalaigner）」の通称を名付けられた。1988年は『Therkathi Kallan』『Nallavan』『Poonthotta Kaavalkaaran』に出演し、『Senthoora Poove』ではタミル・ナードゥ州映画賞 主演男優賞を受賞した。1989年は『Paattukku Oru Thalaivan』『Ponmana Selvan』『Rajanadai』『Meenakshi Thiruvilayadal』に出演している。

##### 1990年代

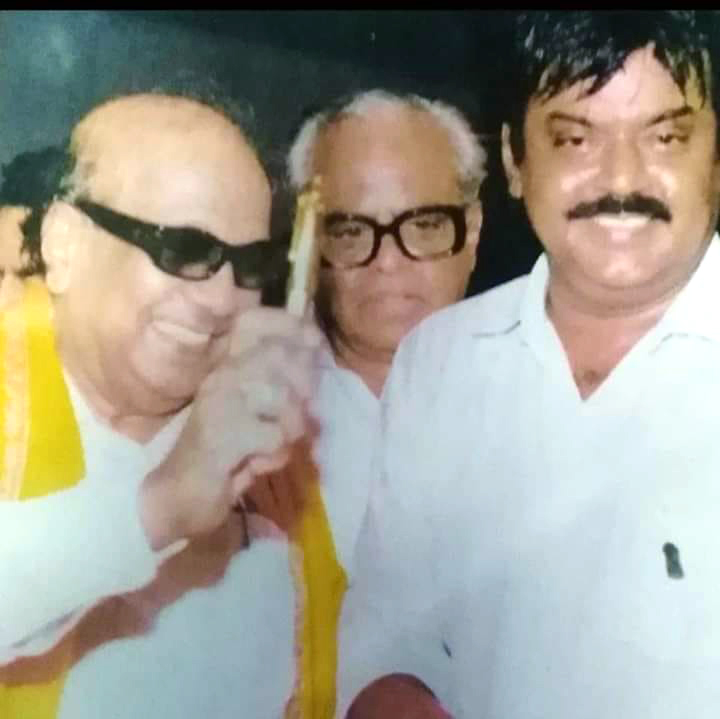
M・カルナーニディに黄金のペンを贈呈するヴィジャヤカーント、K・バーラチャンダル（1995年）

1990年代に入ると、ヴィジャヤカーントは安定した興行成績を記録するアクション俳優としての地位を確立した。特に低予算映画における重力を感じさせない身軽なスタントで悪役を一人で倒すアクションが有名である。アクション俳優としてのヴィジャヤカーントの台頭に大きく貢献したのは友人のイブラーヒーム・ロウサーであり、ヴィジャヤカーントがスター俳優の地位を確立するため、優れた脚本を効率よく選択できるように助言していたという。2人はアルンバッカムに映画製作会社ロウサー・フィルムズを設立し、『Pulan Visaranai』『Captain Prabhakaran』『Bharathan』『Rajadurai』『Sakkarai Devan』『En Aasai Machan』『Gandhi Pirantha Mann』『Karuppu Nila』『Ulavuthurai』『Dharma』『Simmasanam』など多くの映画を製作した。また、100本目の出演作となった『Captain Prabhakaran』をきっかけに、ファンからは「大尉（キャプテン）」と呼ばれるようになった。
1990年代は様々なジャンルの映画に出演したが、R・サラトクマールと共演した『Pulan Visaranai』などアクション映画におけるヒーロー役が最も人気を集め、同作は公開当時タミル語映画で最高のクライム・スリラー映画と評された。また、マニラトナムが脚本を手掛けた『Chatriyan』では警察官役を演じ、『Pulan Visaranai』の成功後はイブラーヒーム・ロウサーと共に『Captain Prabhakaran』の製作を始めた。同作はヴィジャヤカーントにとって100本目の出演作となり、上級森林官のプラバカラン役を演じた彼はキャラクターの階級から「キャプテン（大尉）」と呼ばれるようになった。この愛称については、2014年に退役軍人ダーンダパニが「軍人でもない彼が大尉を自称することは不適切であり、インド陸軍に対する侮辱行為に当たる」と主張し、マドラス高等裁判所に訴えを提起するトラブルに巻き込まれている。『Captain Prabhakaran』は1991年公開のタミル語映画で最も興行的な成功を収めた作品の一つであり、上映日数は500日間を記録した。100本目の出演作でブロックバスターを記録したのはヴィジャヤカーントのみであり、ラジニカーントやカマル・ハーサンでも達成できなかったことである。同時に100本目の出演作でシルバー・ジュビリーを記録した俳優はM・G・ラーマチャンドラン、シヴァージ・ガネーサン、J・ジャヤラリターに続いて彼が4人目である。続いて出演した『Maanagara Kaaval』『Moondrezhuthil En Moochirukkum』でも成功を収めている。
1992年は『Chinna Gounder』で村長役を演じ、ヴィジャヤカーントにとって実験的な映画となった同作はカルト的な人気を集めた。また、彼が悲嘆に暮れながら村を立ち去る心情をテーマにした挿入曲「Antha Vaanatha Pola Manam Padaicha Mannavaney」はタミル・ナードゥ州各地の農村で人気を集めている。その後は『Koyil Kaalai』『Ezhai Jaathi』『Sakkarai Devan』『Rajadurai』『Enga Muthalali』などに出演し、『Senthoorapandi』ではS・A・チャンドラシェーカルの息子ヴィジャイと共演して彼の兄役を演じている。ヴィジャヤカーントの起用は息子のキャリアに弾みをつけるためにS・A・チャンドラシェーカルが意図したキャスティングであり、ヴィジャヤカーントはカメオ出演にとどまり出演料も受け取らなかった。1994年は『Sethupathi IPS』『Honest Raj』『Pathavi Pramanam』『En Aasai Machan』『Periya Marudhu』に出演し、1995年には『Karuppu Nila』『Thirumoorthy』『Gandhi Pirantha Mann』に出演している。1996年に出演した『Thayagam』ではタミル・ナードゥ州映画賞 特別賞を受賞し、続けて『Tamizh Selvan』『Alexander』に出演した後、1997年にはK・S・ラヴィクマールの『Dharma Chakkaram』に出演している。1998年は『Ulavuthurai』『Dharma』『Veeram Vilanja Mannu』に出演し、1999年は『Kallazhagar』『Periyanna』『Kannupada Poguthaiya』に出演している。

##### 2000年代

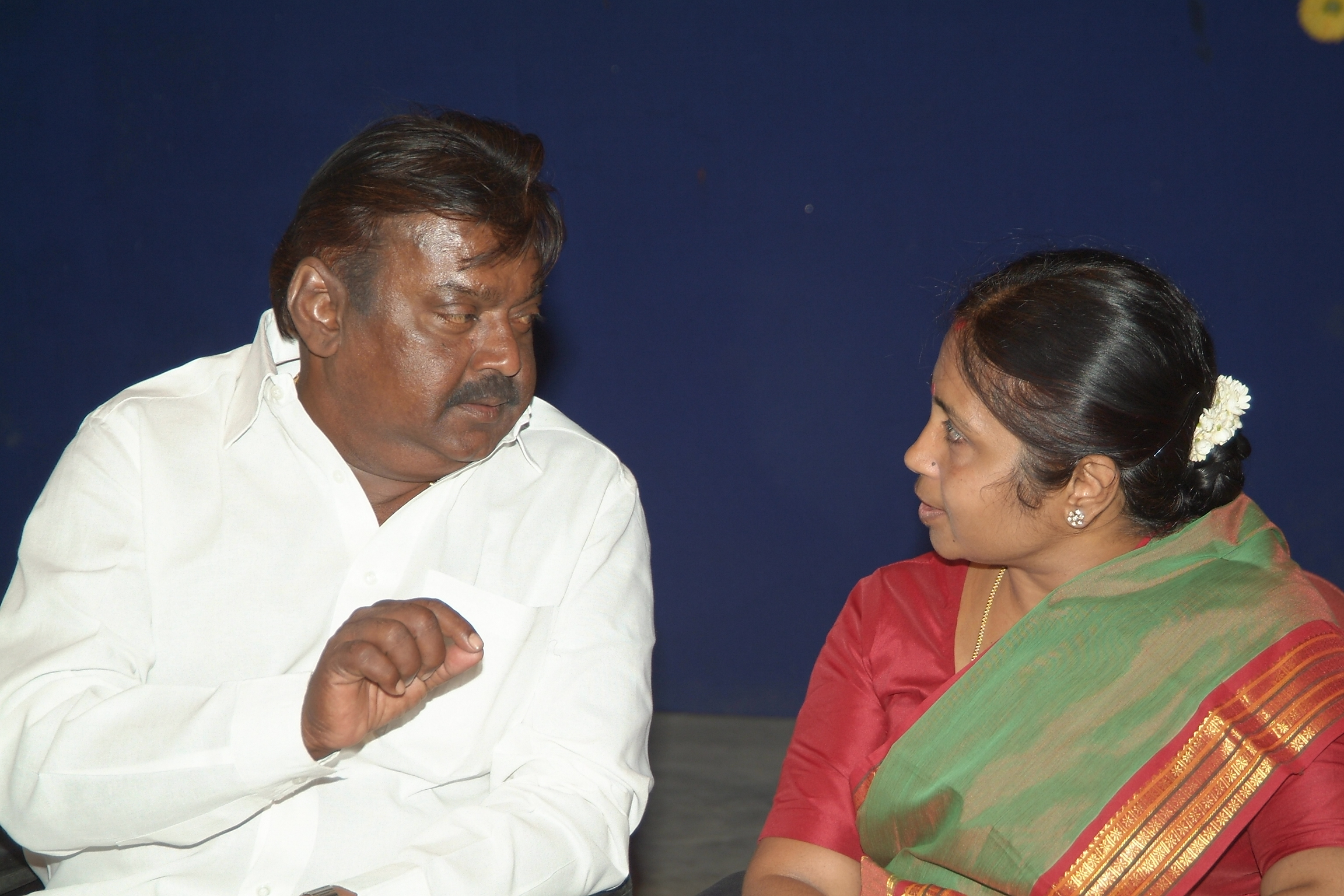
イベントに出席するヴィジャヤカーント（2007年）

2000年に出演したヴィクラマンの『あっぱたん』は興行的な成功を収め、タミル・ナードゥ州映画賞 作品賞と国家映画賞 健全な娯楽を提供する大衆映画賞を受賞した。このほか同年は『Vallarasu』『Simmasanam』に出演し、『Vallarasu』では批評家から演技を絶賛された。2001年は『Vaanchinathan』『Narasimha』などのアクション映画に出演し、このうち『Narasimha』の興行成績は振るわなかったものの、ヴィジャヤカーントの重力を感じさせないスタントは批評家から高い評価を得ている。その後は『Viswanathan Ramamoorthy』にカメオ出演し、『Thavasi』では二役を演じている。
2002年に出演した『Raajjiyam』はボックスオフィス・ボムとなった。その後はアルン・パンディアンの『Devan』にゲスト出演し、A・R・ムルガダースの『Ramanaa』では汚職撲滅を掲げる社会活動家役を演じている。同作はタミル・ナードゥ州映画賞作品賞を受賞し、興行的にも成功を収めた。2003年は『Chokka Thangam』『Thennavan』に出演し、2004年は『Engal Anna』で興行的な成功を収めたものの、続いて出演した『Gajendra』『Neranja Manasu』は批評家から酷評されている。2005年にはスーリヤ主演の『Maayavi』にゲスト出演し、2006年は『Sudesi』『Perarasu』『Dharmapuri』に出演したが、いずれも興行成績は振るわず、批評家からも酷評されている。2007年は『Sabari』に出演し、2008年には150本目の出演作となる『Arasangam』ではインド経済界の要人殺害事件を捜査する警察官役を演じた。2009年にはヴィクラマンの『Mariyadhai』に出演し、『Engal Aasan』ではヴィジャイの従弟ヴィクラントと共演している。

##### 2010年代
2010年はフランス映画『96時間』をリメイクした『Virudhagiri』で監督・主演を務めた。その後は5年間映画に出演しなかったが、2015年4月に次男シャンムガ・パンディアンの俳優デビュー作『Sagaptham』にゲスト出演している。同年11月からはシャンムガ・パンディアンの次回作『Thamizhan Endru Sol』に出演することが発表されたが、タミル・ナードゥ州議会議員選挙が迫っていたことやヴィジャヤカーントの健康状態の悪化が重なり製作が中断され、そのまま企画自体が消滅している。その後、2022年にS・D・ヴィジャイ・ミルトンの『Mazhai Pidikatha Manithan』でヴィジャイ・アントニーと共演することが発表されたが、こちらもヴィジャヤカーントの健康状態の悪化を理由に出演の話は取り下げられている。

#### 政治家
2005年9月14日、ヴィジャヤカーントはマドゥライで中道左派政党・全州進歩ドラヴィダ連盟（DMDK）の結党を宣言し、代表に就任した。翌年の2006年タミル・ナードゥ州議会議員選挙では全選挙区に候補者を擁立したが、ヴィジャヤカーントは当選したものの、それ以外の選挙区では全員が落選している。しかし、DMDKは全有権者数の8%の票を獲得しており、ドラーヴィダ進歩党（DMK）や全インド・アンナー・ドラーヴィダ進歩党（AIADMK）に並ぶ政治勢力として台頭した。また、2009年インド総選挙では議席の獲得にはいたらなかったものの、全有権者数の10%の票を獲得している。
2011年タミル・ナードゥ州議会議員選挙ではチョー・ラーマスワーミの助言でAIADMKとの選挙協力を結ぶことを決め、2011年1月8日にセーラムで開催された政治集会では、与党DMKに対抗するために各政党が協力することを呼びかけた。これに対し、人民労働党のS・ラーマダースは1967年以来続く映画界出身者によるタミル・ナードゥ州の政治支配からの脱却を主張し、ヴィジャヤカーントへの投票を止めるように有権者に訴えた。DMDKは41選挙区に候補者を擁立して29選挙区で勝利を収め、DMK（23議席）を上回る議席を獲得して州議会第二党に躍進し、ヴィジャヤカーントも2度目の当選を果たした。選挙後、ヴィジャヤカーントはタミル・ナードゥ州首相となったJ・ジャヤラリターと対立したためAIADMKとの協力関係を解消し、野党第一党の党首として野党指導者に選出された。2014年インド総選挙ではインド人民党・人民労働党・インド民主党など小政党と連携して非DMK・AIADMK政党連合を結成し、政治集会の場ではインド首相ナレンドラ・モディから「友人」と呼ばれるなど協力関係がアピールされた。
2016年2月21日にDMDK議員8名が離反して議員辞職したため、ヴィジャヤカーントは野党指導者の資格を喪失した。その後、2016年タミル・ナードゥ州議会議員選挙では政党連合・人民福祉戦線の指導者として州首相候補に擁立され選挙戦に臨むが落選し、DMDKは全議席を喪失して供託金も没収された。また、選挙中は「私はラジニカーントと違い、恐れることはない」と発言して彼のファンを激怒させ、記者たちに対して手を挙げて殴りかかるような素振りを見せるなど失言や問題行動も散見された。ヴィジャヤカーントの得票数はAIADMK候補者R・クマラグルの8万1973票、DMK候補者G・R・ヴァサンタヴェールの7万7809票に続く3万4447票だった。

##### 選挙結果
| 選挙                                 | 選挙区                   | 候補者                | 所属政党                               | 結果 | 得票率 | 出典    |
| ------------------------------------ | ------------------------ | --------------------- | -------------------------------------- | ---- | ------ | ------- |
| 2006年タミル・ナードゥ州議会議員選挙 | ヴィルダチャラム選挙区   | ヴィジャヤカーント    | 全州進歩ドラヴィダ連盟                 | 当選 | 40.42% | [ 127 ] |
| 2006年タミル・ナードゥ州議会議員選挙 | ヴィルダチャラム選挙区   | R・ゴーヴィンダサーミ | 人民労働党                             | 落選 | 31.34% | [ 127 ] |
| 2011年タミル・ナードゥ州議会議員選挙 | リシヴァンディヤム選挙区 | ヴィジャヤカーント    | 全州進歩ドラヴィダ連盟                 | 当選 | 53.19% | [ 128 ] |
| 2011年タミル・ナードゥ州議会議員選挙 | リシヴァンディヤム選挙区 | S・シヴァラージ       | インド国民会議                         | 落選 | 35.22% | [ 128 ] |
| 2016年タミル・ナードゥ州議会議員選挙 | ウルンドゥルペット選挙区 | R・クマラグル         | 全インド・アンナー・ドラーヴィダ進歩党 | 当選 | 36.04% | [ 124 ] |
| 2016年タミル・ナードゥ州議会議員選挙 | ウルンドゥルペット選挙区 | ヴィジャヤカーント    | 全州進歩ドラヴィダ連盟                 | 落選 | 15.14% | [ 124 ] |

#### その他の活動
2001年に私立大学シュリ・アーンダル・アーラガル工科大学を設立し、妻プレーマーラータが学長を務めている。同年10月1日には、ナディガル・サンガム会長としてシヴァージ・ガネーサンの誕生日である同日を「タミル・ナードゥ州俳優の日」に制定すると発表し、このほか会長職在任中には海外でセレブリティ・ショーを積極的に開催して団体の負債を完済している。2010年4月14日には24時間放送のテレビチャンネル・キャプテンTVを開設し、2012年8月29日には24時間放送のニュースチャンネル・キャプテンニュースも開設している。また、慈善活動にも積極的に携わっており、誰もが健康的な食事を食べられるように事務所の扉をいつも開放して出入り自由な状態にしていたといわれており、撮影現場では新人俳優やスタッフに自分と同じ品質の食事を摂らせるように求めていた。このほか、ボンダ・マニやヴァディヴェールなど複数の俳優を経済的に支援してキャリアの形成を手助けしていた。

### 死去
2010年代に入ると健康状態が悪化し、滑舌が悪くなり演説を行うことが困難となり、政治集会の場で足元をふらつかせる姿が頻繁に目撃されるようになった。報道によるとヴィジャヤカーントは海外で何らかの治療を受けており、2017年には「甲状腺の病気で声帯に異常が発生した」と発言している。また、2020年にCOVID-19に感染し、これ以降はフェイスマスクを着用して公の場に姿を見せるようになった。2022年には糖尿病の合併症の手術を受けて足の指を3本切断し、これ以降は車椅子での生活を余儀なくされた。
2023年11月に肝臓の合併症のためチェンナイのMIOT国際病院に入院したが、入院中にCOVID-19に再び感染し、12月28日に死去した。死去に際してインド政府（首相ナレンドラ・モディ、前副大統領ヴェンカイアー・ナイドゥ、内務大臣アミット・シャー、財務大臣ニルマラ・シータラーマン、国防大臣ラージナート・シン、商工大臣ピユシュ・ゴーヤル、情報・放送大臣アヌラーグ・タークル、情報・放送大臣（閣外大臣）L・ムルガン）、中央政界（インド人民党総裁J・P・ナッダ、インド国民会議総裁マリカルジュン・カルゲ、ネルー・ガンディー家のラーフル・ガンディー、プリヤンカ・ヴァドラ）、タミル・ナードゥ州政府（州知事R・N・ラヴィ、州首相M・K・スターリン、州議会野党指導者エダパディ・K・パラニスワーミ）、アーンドラ・プラデーシュ州政府（州首相Y・S・ジャガン・モハン・レッディ、前州首相ナラ・チャンドラバブ・ナイドゥ）、ケララ州政府（州首相ピナライ・ヴィジャヤン）、西ベンガル州政府（州首相マムター・バナルジー）、ポンディシェリ連邦直轄領政府（連邦直轄領首相N・ランガスワーミ）、カルナータカ州政府（州副首相D・K・シヴァクマール）、テランガーナ州政府（州知事タミリサイ・サウンダララージャン）、及び映画界から弔意が表された。また、タミル・ナードゥ州政府は最高の栄誉をもってヴィジャヤカーントの州葬を執り行うことを発表し、遺体は同月29日までサリグラマンにある自宅とDMDK党本部に安置された後、アイランド・グラウンドに再安置され、ファンのための別れの場が設けられた。同日夜に州葬が執り行われ、コヤンベドゥのDMDK党本部で「革命的アーティスト・ヴィジャヤカーント大尉（Puratchi Kalaignar Captain Vijayakanth）」と刻まれた白檀の棺に入れられた後、墓地に埋葬された。2024年1月3日にナレンドラ・モディは公式ウェブサイトにヴィジャヤカーントを追悼する記事を掲載している。

## ヴァディヴェールとの関係
ヴィジャヤカーントはデビューしたばかりのヴァディヴェールに経済的な支援を行い、監督たちに彼を映画に起用するように頼み込むなどキャリアの形成を手助けしていたが、次第に険悪な関係になったという。2008年9月21日にチェンナイ・サリグラマンにあるヴァディヴェールの自宅にギャングが石を投げつけ、窓ガラスや家具が破損する事件が発生したが、当時ヴァディヴェールはヴィジャヤカーントに対して暴行容疑による訴訟を提起しており、翌22日に最終審が行われる予定だったことから、「自宅の襲撃はヴィジャヤカーントの指示によるものだ」と主張したが、ヴィジャヤカーントは「彼の発言は客観的証拠のない伝聞に過ぎない」と反論している。その後、ヴァディヴェールは2011年タミル・ナードゥ州議会議員選挙でDMKを応援するキャンペーンを展開し、AIADMKと連携するヴィジャヤカーント率いるDMDKを批判し、ティルヴァールールでの演説会の場では「私の望みはヴィジャヤカーントの一党を一掃し、DMKを勝利に導くことです」と発言している。また、ヴィジャヤカーントについては「候補者に対して暴力を振るっている」「選挙活動中に飲酒し、泥酔状態で演説している」などの中傷も行っており、彼の言動に対しては「ヴィジャヤカーントに対する個人的な感情からDMKを支持しているだけで、野党第一党のAIADMKや党首のJ・ジャヤラリターに一切言及していない」と批判されている。最終的に選挙はAIADMKが勝利し、ヴィジャヤカーントも再選している。その後も両者の感情的な対立は続いていたが、2021年にヴァディヴェールがヴィジャヤカーントに謝罪したことで両者は和解したと報じられた。

## 受賞歴
| 年                                | 部門                       | 作品                        | 結果       | 出典            |
| 栄典                              | 栄典                       | 栄典                        | 栄典       | 栄典            |
| --------------------------------- | -------------------------- | --------------------------- | ---------- | --------------- |
| 2001年                            | カライマーマニ賞           | N/A                         | 受賞       | [ 163 ]         |
| 2024年                            | パドマ・ブーシャン勲章     | N/A                         | 受賞       | [ 8 ]           |
| フィルムフェア賞 南インド映画部門 |                            |                             |            |                 |
| 1985年                            | タミル語映画部門主演男優賞 | 『Vaidehi Kathirunthal』    | ノミネート |                 |
| 1987年                            | タミル語映画部門主演男優賞 | 『Amman Kovil Kizhakale』   | 受賞       | [ 164 ]         |
| 1989年                            | タミル語映画部門主演男優賞 | 『Poonthotta Kaavalkaaran』 | ノミネート |                 |
| 1991年                            | タミル語映画部門主演男優賞 | 『Pulan Visaranai』         | ノミネート |                 |
| 1993年                            | タミル語映画部門主演男優賞 | 『Chinna Gounder』          | ノミネート |                 |
| 南インド国際映画賞                |                            |                             |            |                 |
| 2024年                            | 生涯功労賞                 | N/A                         | 受賞       | [ 165 ]         |
| タミル・ナードゥ州映画賞          |                            |                             |            |                 |
| 1988年                            | 主演男優賞                 | 『Senthoora Poove』         | 受賞       | [ 5 ]           |
| 1994年                            | MGR賞                      | N/A                         | 受賞       | [ 163 ] [ 166 ] |
| 1996年                            | 特別賞                     | N/A                         | 受賞       | [ 167 ]         |
| シネマ・エクスプレス賞            |                            |                             |            |                 |
| 1987年                            | タミル語映画部門主演男優賞 | 『Amman Kovil Kizhakale』   | 受賞       | [ 168 ]         |
| 1989年                            | 性格俳優賞                 | 『Poonthotta Kaavalkaaran』 | 受賞       | [ 169 ]         |
| 1989年                            | 性格俳優賞                 | 『Senthoora Poove』         | 受賞       | [ 169 ]         |